# STS (chaîne de télévision)
Pour les articles homonymes, voir CTC et STS.
 (juillet 2019).
Si vous disposez d'ouvrages ou d'articles de référence ou si vous connaissez des sites web de qualité traitant du thème abordé ici, merci de compléter l'article en donnant les références utiles à sa vérifiabilité et en les liant à la section « Notes et références ».
STS (Cyrillique : СТС / Сеть Телевизионных Станций, Réseau de chaînes télévisées) est une chaîne de télévision, spécialisée dans le divertissement, privée, basée à Moscou en Russie.

## Description
Cette chaîne appartient au groupe STS Media, une compagnie basée à Moscou et cotée au NASDAQ dont le capital excède quatre millions de dollars. La société est codirigée par Modern Times Group (Suède) et Alfa Bank (Russie). STS a la quatrième meilleure audience des chaînes russes. La chaîne diffuse ses programmes 24 h/24. Depuis le 24 juin 2008, Anton Koudriachov occupe le poste de chef de la direction, il était auparavant directeur général de NTV Plus.
Chaque année, la chaîne organise une compétition musicale, СТС Зажигает Суперзвезду (littéralement, « STS allume l'étoile »).

## Historique
La chaîne est lancée en 1994 ; elle est appelée à ses débuts AMTV. Le 1er décembre 1996, elle prend le nom de СТС-8 (STS-8). C'est aujourd'hui l'une des principales chaînes de divertissement en Russie. Spécialisée dans le divertissement, STS diffuse de nombreuses productions russes et également des programmes étrangers susceptibles de toucher un public ciblé, des spectateurs entre 6 et 54 ans, en particulier les jeunes. La puissante marque STS a une forte popularité avec un public attiré par son originalité et son dynamisme qui a une perspective jeune et ambitieuse. 
Environ 100 millions de personnes reçoivent le signal de la chaîne. En 2007, STS réalise une part d'audience moyenne de 11,3 %. Le réseau STS est reçu par approximativement 87 % des ménages en ville. Elle est classée la quatrième chaîne la plus regardée en Russie.
Le réseau STS possède actuellement 300 filiales dont 19 chaînes associées (Domashny, 1+1 en Ukraine, etc.). Le 24 juin 2008, Anton Koudriashov devient le chef de la direction.

## Programmes
La chaîne diffuse un grand nombre de films, de séries télévisées, de dessins animés et d'émissions de divertissement.

### Émissions russes
STS diffuse des émissions très populaires. Parmi celles-ci :
- Кто умнее пятиклассника? (Êtes-vous plus fort qu'un élève de 10 ans ?) , jeu télévisé diffusé du 9 décembre 2007 au 29 juin 2008, présenté par Alexandre Pouchnoï.
- Снимите это немедленно (Enlevez-moi ça et en vitesse !), émission dont le but est de relooker une personne ordinaire en l'habillant à la mode.
- Самый умный (Grand Concours), jeu télévisé diffusé depuis le 2 mai 2003, présenté par Tina Kandélaki. Le jeu en est à sa dixième saison.
- Хорошие шутки (Bonnes blagues), jeu télévisé mettant en scène deux équipes de trois joueurs, le plus souvent des stars. L'émission est présenté par Tatiana Lazareva, Mikhaïl Schatz et Alexandre Pouchnoï.
- Истории в деталях (Histoires en détails), émission d'information et de divertissement.
- Галилео (Galileo), émission d'information et de divertissement, qui traite de nouvelles ou bien d'anciennes expériences dans différents domaines, présentée par Alexandre Poushnoï.
- Слава Богу, ты пришел! (Dieu merci, tu es là), émission adaptée de Thank God You're Here.
- Кино в деталях (Films en détails), émission d'information et de divertissement.
- Настроение с Гришковцом (Dans l'esprit avec Grichkovets), émission de divertissement présentée par Evguéni Grichkovets.
- Детские шалости (Gamineries d'enfants), émission de divertissement avec des enfants et à propos des enfants, diffusée depuis le 7 septembre 2008, présentée par Grigori Oster.

### Séries russes
СТС Media travaille avec les compagnies leader en matière de production télévisée en Russie. La chaîne diffuse des remakes de séries et de sitcoms tels que :
- Моя прекрасная няня (littéralement, Mon adorable babysitter), basée sur la sitcom américaine Une nounou d'enfer, diffusée du 2 novembre 2004 au 12 octobre 2006.
- Кто в доме хозяин? (littéralement, Qui est l'hôte dans cette maison?), remake de la sitcom américaine Madame est servie.
- Не родись красивой (littéralement Née pas belle), adaptation de la célèbre telenovela colombienne Yo soy Betty, la fea (Ugly Betty aux États-Unis), en 200 épisodes. Elle fut diffusée du 1er septembre 2005 au 7 juillet 2006.
- Тридцатилетние (littéralement, La trentaine), adaptée de la telenovela chilienne Los treinta, en 24 épisodes, diffusée à partir du 3 septembre 2007.

Elle diffuse également des productions d'origine russe :
- 33 квадратных метра (littéralement, 33 mètres carrés), série diffusée de 1998 à 2005.
- Bednaïa Nastia, série (2003—2004)
- Кадетство (littéralement, Les cadets), série en 160 épisodes, diffusée du 4 septembre 2006 au 10 décembre 2007.
- Папины дочки (littéralement, Les filles à papa), sitcom diffusée à partir du 3 septembre 2007.
- Ранетки (littéralement, Petite reinette), série diffusée à partir du 17 mars 2008.
- Я лечу (littéralement, Je vole), sitcom en 47 épisodes, diffusée à partir du 21 avril 2008 jusqu'au 26 juin 2008.
- Сердцеедки (littéralement, Bourreaux des cœurs), série en 56 épisodes, diffusée à partir du 12 mai 2008.
- Рыжая (littéralement, Rouge), série diffusée le lundi à 20 h.
- La Cuisine, sitcom (2012—2016)
- Dark World: Equilibrium, série (2014)
- Hôtel Eleon, sitcom (2016—2017)

### Séries étrangères
La programmation de la chaîne comprend une large variété de séries populaires étrangères :
Герои (Heroes), Тайны Смолвилля (Smallville), Одинокие сердца (Newport Beach), Анатомия страсти (Grey's Anatomy), Зачарованные (Charmed), Отчаянные домохозяйки (Desperate Housewives), Беверли Хиллз 90210 (Beverly Hills 90210), Мелроуз плейс (Melrose Place), Комиссар Рекс (Rex), Части тела (Nip/Tuck), Ханна Монтана (Hannah Montana), Лиззи Магуайер (Lizzie McGuire), Доктор Кто (Doctor Who), Рыцарь дорог (K 2000), Квантовый скачок (Code Quantum), Путешествия в параллельные миры (Sliders : Les Mondes parallèles), Сабрина — маленькая ведьма (Sabrina, l'apprentie sorcière) et Танцы под звездами (Un, dos, tres).
Les meilleures séries produites par les plus grands producteurs d'Hollywood sont devenues une part importante de la chaîne. Ces séries jouissent d'une excellente appréciation en Russie. Bien qu'en général le public russe préfère les séries de production russe, le marketing créatif de STS a réussi à obtenir de meilleurs résultats d'audience pour des séries de production hollywoodienne que les autres chaînes hertziennes.

### Longs métrages
- Le 9e Escadron, 2005[2]
- Жара (littéralement, Chaleur), comédie sortie le 28 décembre 2006.
- Питер FM (Piter FM), mélodrame sorti le 20 avril 2006.
- Prisoners of Power: Battlestar Rebellion, 2008
- La Glace (film), 2018[3]
- Invasion (film, 2019)[4]
- Sputnik - Espèce inconnue, 2020[5]
- Cosmoball, 2020[6]

### Films étrangers
СТС Media entretient d'étroites relations de travail avec les principaux studios d'Hollywood. La compagnie sélectionne les meilleurs films européens et hollywoodiens tels que :
- Пираты Карибского моря (Pirates des Caraïbes).
- Убить Билла (Kill Bill).
- Гарри Поттер (Harry Potter).
- Человек-паук (Spiderman).

### Dessins animés
Les dessins animés les plus connus des collections de Walt Disney Company, Universal Studios and Warner Bros. constituent une part importante des programmes journaliers de STS. Tous les jours de la semaine, la case horaire de 14 h à 16 h est exclusivement réservée aux dessins animés comme :
- Приключения Вуди и его друзей (Woody Woodpecker).
- Аладдин (Aladdin).
- Охотники за приведениями (Ghostbusters).
- Скуби Ду (Scooby-Doo).
- Чип и Дейл спешат на помощь (Tic et Tac, les rangers du risque).
- Утиные истории (La Bande à Picsou).

Cette programmation fait de STS le leader de cette case horaire, avec une moyenne de part d'audience de 17,8 % des spectateurs de 6 à 54 ans.
Elle diffuse également d'autres dessins animés tels que :
- W.I.T.C.H., dessin animé français.
- UmaNetto, dessin animé russe.
- Смешарики (Smeshariki), dessin animé russe.
- Школа волшебниц (Winx Club), dessin animé italien.
- Человек-паук (Spiderman), dessin animé américain.
- Мстители (Avengers),  dessin animé américain.
- Лига Справедливости (Justice League), dessin animé américain.
- Соник Икс (Sonic X), dessin animé japonais.
- Шаман Кинг (Shaman King), dessin animé japonais.

## Présentateurs
- Alexandre Pouchnoï (Александр Пушной), depuis le 26 mars 2007, il présente l'émission Галилео (Galileo). Il est également aux côtés de Tatiana Lazareva dans l'émission Хорошие шутки (Bonnes blagues) et présentateur de la version russe de l'émission Êtes-vous plus fort qu'un élève de 10 ans ?, Кто умнее пятиклассника?.
- Tatiana Lazareva (Татьяна Лазарева), elle présente depuis 2004 l'émission Хорошие шутки (Bonnes blagues), aux côtés d'Alexandre Pouchnoï et Mikhaïl Schatz. En 2008, elle participe au projet Танцы со звездами adaptée de l'émission américaine Dancing With The Stars'.
- Mikhaïl Schatz (Михаил Шац), présentateur depuis 2004 de Хорошие шутки (Bonnes blagues) aux côtés de Pouchnoï et Lazareva et depuis 2006 de Слава богу, ты пришел! (Dieu Merci, tu es là).
- Tina Kandelaki (Тина Канделаки), elle anime depuis mars 2003 Самый умный (Grand Concours).